# Beg for Mercy
Albums de G-Unit
Terminate On Sight
(2008)
Singles
1. Stunt 101
Sortie : 23 septembre 2003
2. Poppin' Them Thangs
Sortie : 4 novembre 2003
3. My Buddy
Sortie : 2003
4. Wanna Get to Know You
Sortie : 13 janvier 2004
5. Smile
Sortie : 8 avril 2004

Beg for Mercy est le premier album studio de G-Unit, sorti le 14 novembre 2003.
Le groupe était composé à cette époque de 50 Cent, Lloyd Banks et Young Buck. Tony Yayo, incarcéré à cette période, apparaît seulement sur quelques titres.
Beg for Mercy s'est vendu à 377 000 exemplaires dès la première semaine aux États-Unis. Il se classe 3e, derrière Resurrection de 2Pac (430 000) et le Black Album de Jay-Z (463 263). 327 000 copies s'écoulent la deuxième semaine et l'album se classe 2e au Billboard 200, au Top R&B/Hip-Hop Albums et au Top Internet Albums et 193 000 la troisième semaine.
L'album s'est vendu à 2,7 millions d'exemplaires aux États-Unis et 3 millions à travers le monde. Il a été certifié double disque de platine par la RIAA le 16 décembre 2003.

## Liste des titres
| No  | Titre                                                                            | Contient un (des) sample(s) de                                                                                      | Durée |
| --- | -------------------------------------------------------------------------------- | --- | ----- |
| 1.  | G-Unit (Produit par Hi-Tek)                                                      | Million Dollars de Triumvirat                                                                                       | 3:29  |
| 2.  | Poppin' Them Thangs (Produit par Dr. Dre et Scott Storch)                        | | 4:01  |
| 3.  | My Buddy (Produit par Thayod Ausar, Eminem et Luis Resto)                        | The Ecstasy of Gold d'Ennio Morricone My Buddy (Commercial Theme) de Playskool Piume Di Cristallo d'Ennio Morricone | 3:44  |
| 4.  | I'm So Hood (Produit par DJ Twins, Eminem et Luis Resto)                         | | 2:26  |
| 5.  | Stunt 101 (Produit par Mr. Porter)                                               | | 3:52  |
| 6.  | Wanna Get to Know You (featuring Joe – Produit par Red Spyda)                    | Come Live With Me Ange de Marvin Gaye                                                                               | 4:25  |
| 7.  | Groupie Love (featuring Butch Cassidy – Produit par Dirty Swift et Bruce Waynne) | Sometimes I Rhyme Slow de Nice & Smooth Simply Beautiful d'Al Green                                                 | 4:14  |
| 8.  | Betta Ask Somebody (Produit par Jake One et Fusion Unltd.)                       | | 3:53  |
| 9.  | Footprints (Produit par Nottz)                                                   | Walk With Me de Martha Bass                                                                                         | 4:21  |
| 10. | Eye For Eye (Produit par Hi-Tek)                                                 | Vole Vole Farandole de Paul Mauriat                                                                                 | 3:56  |
| 11. | Smile (Produit par No I.D.)                                                      | I Too Am Wanting de Syreeta                                                                                         | 3:38  |
| 12. | Baby U Got (Produit par Megahertz)                                               | | 4:04  |
| 13. | Salute U (Produit par 7th EMP)                                                   | | 3:00  |
| 14. | Beg For Mercy (Produit par Sha Money XL et Big-Toni)                             | | 2:39  |
| 15. | G'd Up (Produit par Dr. Dre et Scott Storch)                                     | | 4:47  |
| 16. | Lay You Down (Produit par DJ Khalil)                                             | Doctor Marvell de Klaatu                                                                                            | 4:03  |
| 17. | Gangsta Shit (Produit par Needlz)                                                | Sound System (Live) de Steel Pulse                                                                                  | 4:12  |
| 18. | I Smell Pussy (Produit par Sam Sneed)                                            | The Greatest Sex de R. Kelly                                                                                        | 3:58  |

| 19. | Collapse (G Unit Freestyle) | 1:38 |